# 3397 Leyla
(3397) Leyla of (1964 XA) is een planetoïde die de baan van de planeet Mars kruist. De planetoïde werd ontdekt op 8 december 1964.
De planetoïde is vernoemd naar Nancy Leyla Lohmiller (1985),